# Boraginales
Boraginales é uma ordem de plantas com flor do grupo das Lamiidae que formam um clado que é o grupo irmão das Lamiales.